# Jody
Jody  è un nome proprio di persona inglese maschile e femminile.

## Varianti
- Femminili: Jodie[1], Jodi[1]
  - Alterati: Jodene[1]

## Origine e diffusione
Può costituire un ipocoristico tanto di Judith (analogo a Judy) quanto di Joseph.
La sua diffusione venne molto aiutata da un personaggio con questo nome del romanzo di Marjorie Kinnan Rawlings del 1938 Il cucciolo e dell'omonimo film che ne venne tratto otto anni dopo.

## Onomastico
L'onomastico si può festeggiare lo stesso giorno del nome di cui costituisce un derivato.

## Persone

### Maschile

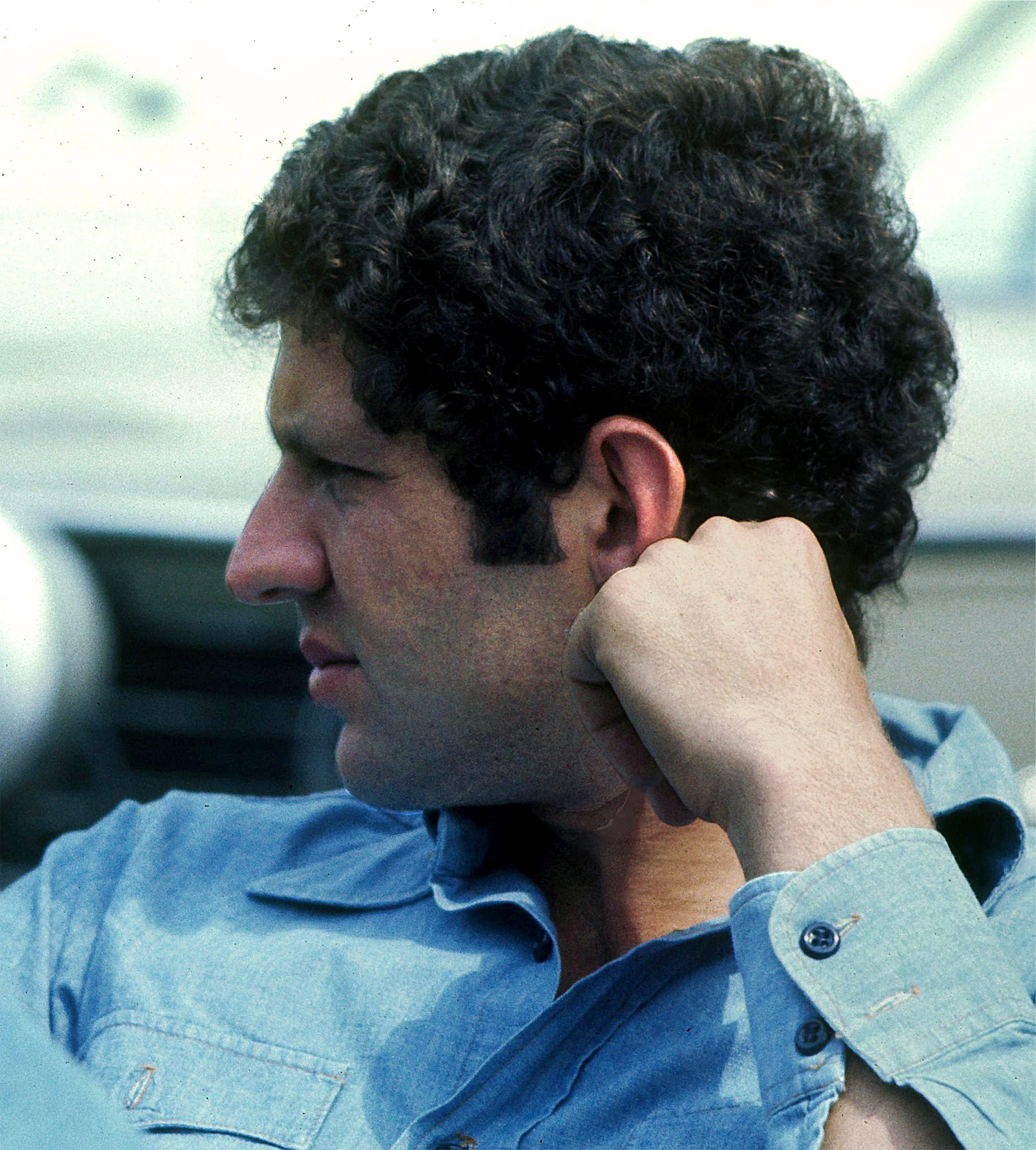
Jody Scheckter

- Jody Campbell, pallanuotista statunitense
- Jody Craddock, calciatore britannico
- Jody Kristofferson, wrestler statunitense
- Jody Lukoki, calciatore della Repubblica Democratica del Congo naturalizzato olandese
- Jody Morris, calciatore britannico
- Jody Scheckter, pilota automobilistico e imprenditore sudafricano
- Jody Viviani, calciatore francese

### Femminile

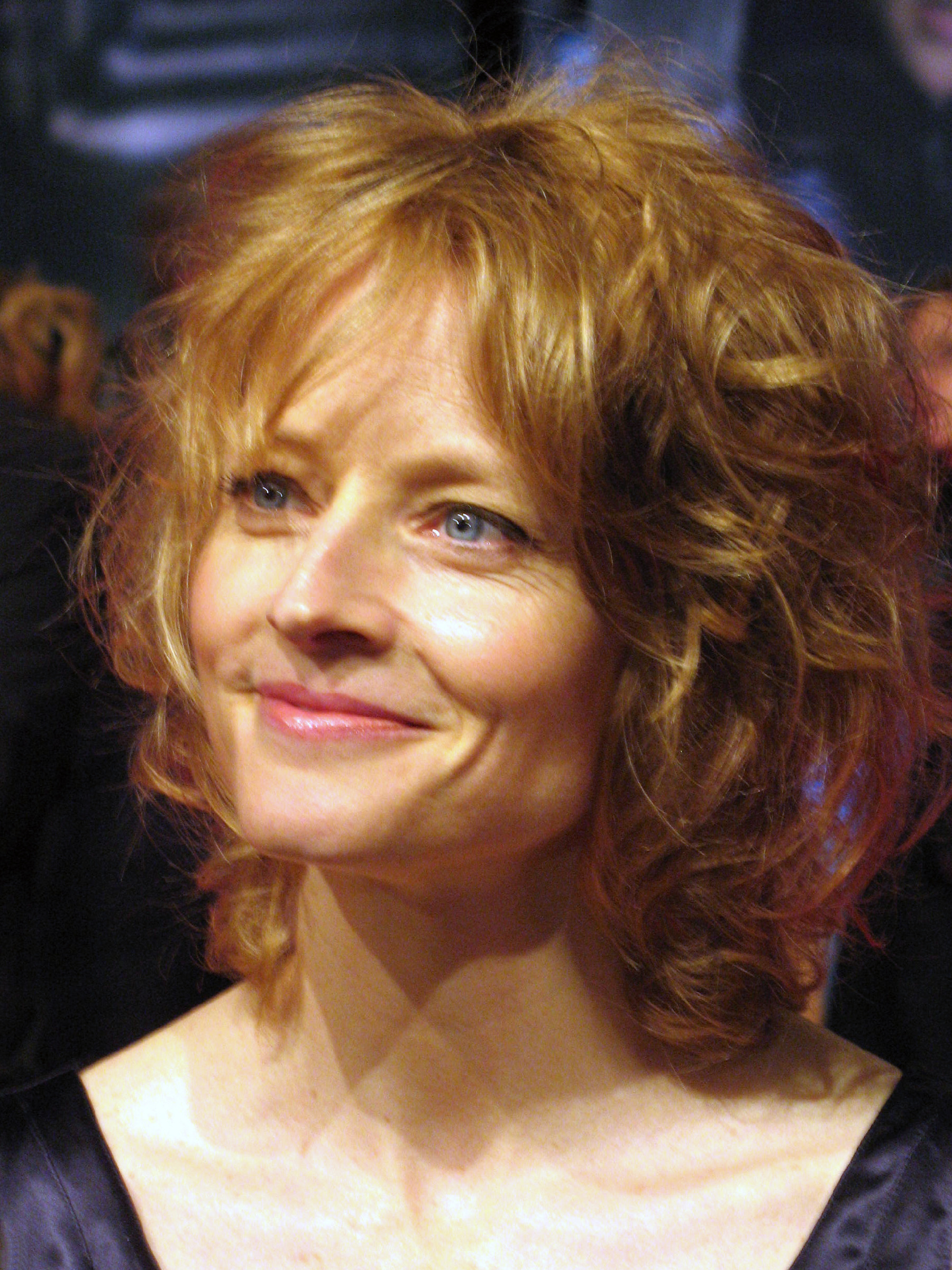
Jodie Foster

- Jody Conradt, cestista e allenatrice di pallacanestro statunitense
- Jody Miller, cantante statunitense
- Jody Williams, insegnante e pacifista statunitense

### Variante femminile Jodie
- Jodie Comer, attrice britannica
- Jodie Foster, attrice, regista e produttrice cinematografica statunitense
- Jodie Henry, nuotatrice australiana
- Jodie Sutton, giocatrice di curling canadese
- Jodie Swallow, triatleta britannica
- Jodie Sweetin, attrice statunitense
- Jodie Whittaker, attrice britannica

### Variante femminile Jodi

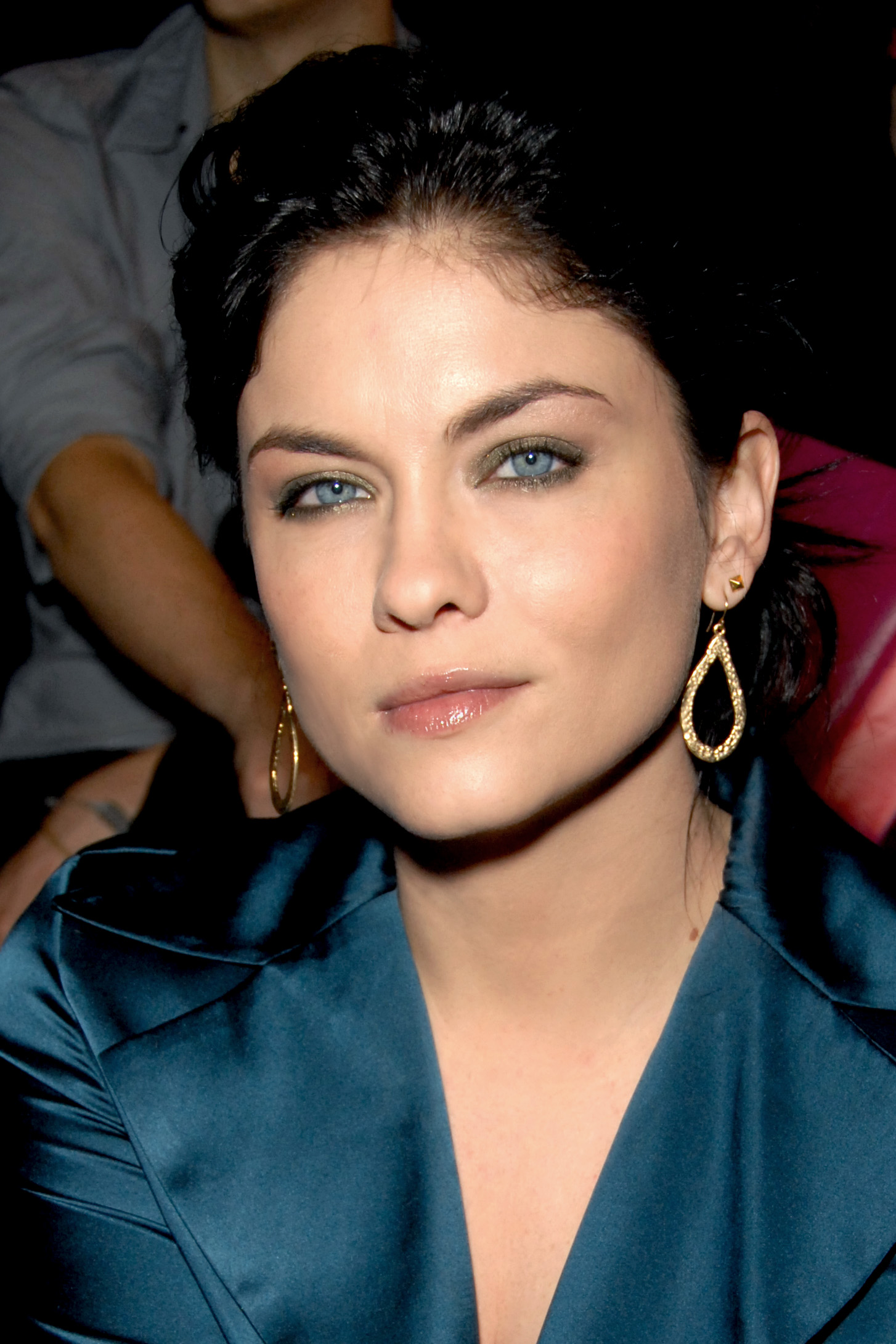
Jodi Lyn O'Keefe

- Jodi Benson, doppiatrice e attrice statunitense
- Jodi Bieber, fotografa sudafricana
- Jodi Evans, cestista canadese
- Jodi Lyn O'Keefe, attrice e modella statunitense
- Jodi Picoult, scrittrice statunitense
- Jodi Rell, politica statunitense

## Il nome nelle arti
- Jodi Slayton è un personaggio dei fumetti WildStorm.
- Jodie Starling è un personaggio della serie manga e anime Detective Conan.